# Pico Uncompahgre
El pico Uncompahgre (en inglés: Uncompahgre Peak, también conocido como Uncompahgre Mountain o Unca-pah-gre Mountain) es un pico en las montañas de San Juan en el suroeste de Colorado en Estados Unidos. Es el punto más alto del condado de Hinsdale. Según el Servicio de Información de Nombres Geográficos de los Estados Unidos su cima tiene una altitud de 4359 m.